# Napoleon (imię)
Napoleon – imię męskie pochodzenia łacińskiego. Wywodzi się od słowa oznaczającego „pochodzący z Neapolu”.
Napoleon imieniny obchodzi 15 sierpnia.

## Osoby noszące imię Napoleon
- Napoleon Bonaparte – cesarz francuski
- Napoleon Hieronim Bonaparte – francuski wojskowy
- Napoleon III – prezydent Francji, cesarz
- Napoleon Chagnon – amerykański antropolog
- Napoleon Cybulski – polski fizjolog, odkrywca adrenaliny
- Napoleon Gąsiorowski – lekarz bakteriolog, profesor Uniwersytetu Lwowskiego
- Napoleon Kamieński – polski księgarz i wydawca
- Lucjan Napoleon Balter – ksiądz pallotyn, profesor teologii dogmatycznej.